# Mehmet Cahit Turhan

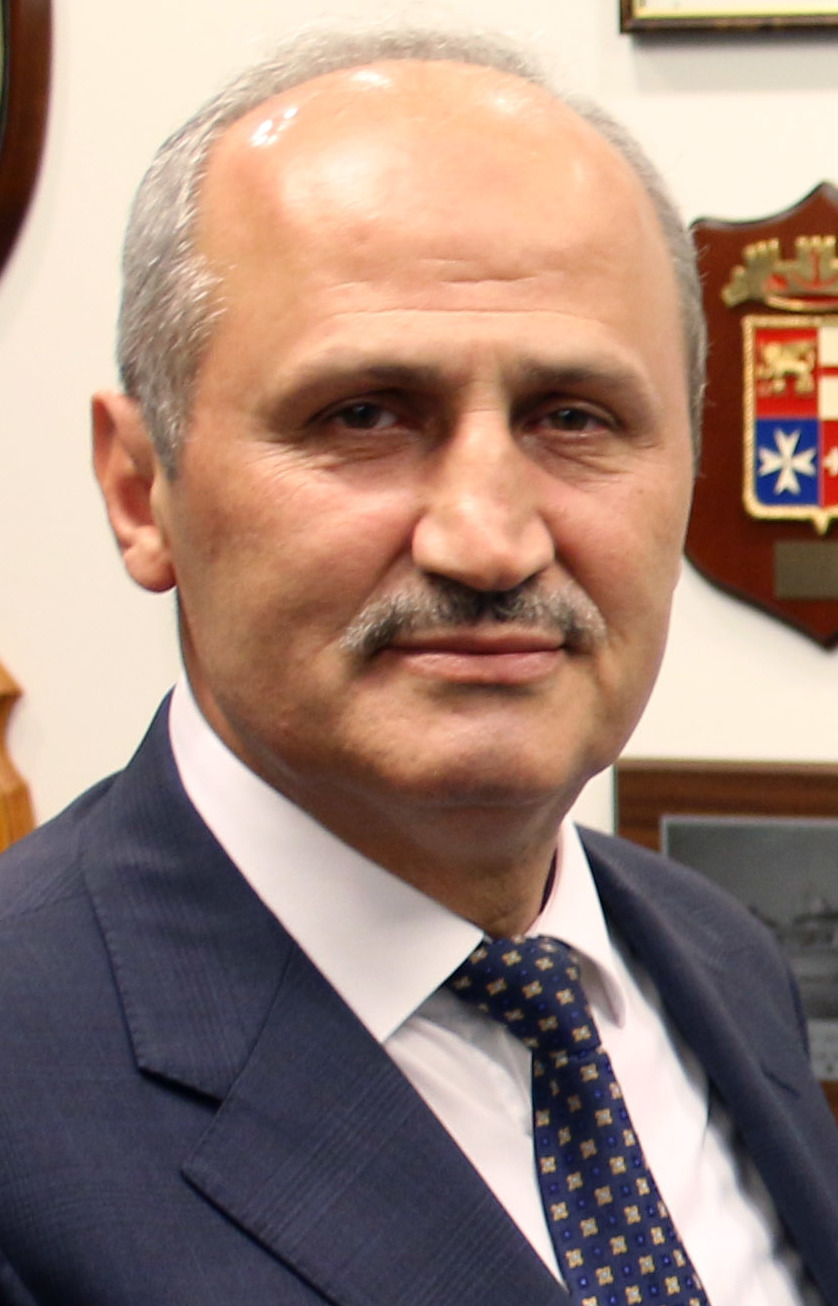
Mehmet Cahit Turhan (2019)

Mehmet Cahit Turhan (* 29. April 1960 in Trabzon) ist ein türkischer parteiloser Politiker.

## Leben
Turhan studierte an der Karadeniz Teknik Üniversitesi in Trabzon Bauingenieurwesen. Ab 1985 war Turhan Ingenieur in der Generaldirektion des Straßenbauamtes. Ab 1995 wurde Turhan zum leitenden Ingenieur ernannt. Er stieg zum stellvertretenden Direktor und zum Direktor auf. Nach Ende seiner Dienstzeit wurde er Berater des Staatspräsidenten und Mitglied des Staatsrates. Am 9. Juli 2018 wurde er als Nachfolger von Ahmet Arslan zum Verkehrs- und Infrastrukturminister im Kabinett Erdoğan IV ernannt. Diese Position verlor er zum 28. März 2020.